# Whitehawk

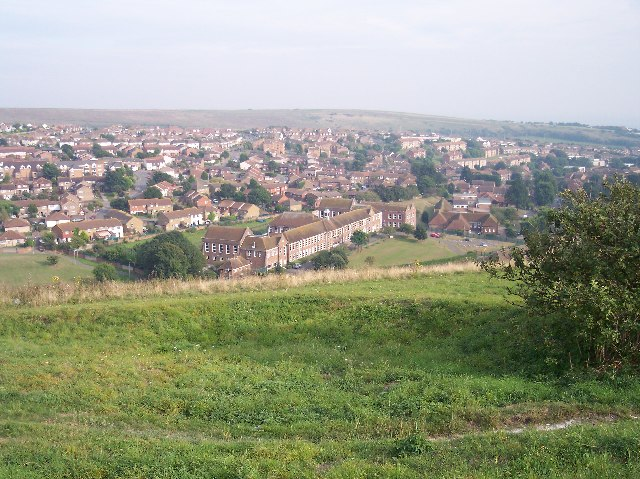
Blick vom Causewayed camp

Whitehawk ist ein Causewayed camp in einem östlichen Vorort von Brighton in Brighton and Hove in England.

## Geschichte
Whitehawk ist eines der ältesten untersuchten Denkmäler aus der Jungsteinzeit und ein Platz von nationalem Rang in Großbritannien. Der Hügel wurde ab etwa 3.500 v. Chr. mit Kreisgräben und Wällen versehen, um ihn für rituelle Handlungen herzurichten. Zuvor erreichten die ersten Bauern vom Kontinent die Insel. Die Landwirtschaft ging einher mit einer zunehmenden Zahl ritueller Aktivitäten. Zunächst erfolgte der Bau von Long Barrows, dann entstanden Causewayed camps, von denen es in Sussex sechs gibt. Sie repräsentieren die frühesten Kreisgrabenanlagen auf den Britischen Inseln.

### Beschaffenheit
Den Namen Causewayed camps oder Causewayed enclousures erhielten die Anlagen aufgrund der vielen breiten Lücken in den Grabenringen, die belegen, dass es sich nicht um militärische Anlagen handelt. Die Anlagen dieser Art haben einen zentralen Bereich, der im Durchmesser zwischen 75 m (Windmill Hill) und 225 m (Barkhaie Camp) variiert. Der Durchschnitt liegt etwa bei 100 m (Combe Hill, Orsett, Robin Hood’s Ball, The Trundle und Whitesheet Hill). Die Größe variiert, weil einige Anlagen einen einzigen Grabenring besitzen (Barkhale, Whitesheet), während andere zwei (Staines), drei (Windmill Hill) oder vier bzw. fünf Ringe haben (The Trundle und Whitehawk). Als Konsequenz daraus sind die Komplexe zwischen 1 und 8,5 ha groß.

### Funde
In Whitehawk wurden Spuren von fünf Grabenringen mit regelmäßigen Unterbrechungen gefunden. Obwohl erst ein kleiner Teil ausgegraben wurde, fanden sich in den Gräben große Mengen von Keramikscherben, Werkzeugen aus Flint und die Knochen von Hirschen, Rindern und Schweinen. Neben fragmentarischen Knochen von Menschen wurden auch vier Gräber mit intakten Leichnamen gefunden; darunter ein acht Jahre altes Kind und eine junge Frau mit ihrem neugeborenen Kind. In Whitehawk wurden auch die Überreste eines siebenjährigen Kindes in einem Pfostenloch unter einer mit Groben Ritzungen versehenen Platte gefunden. Dieser Fund weist, ebenso wie der eines dreijährigen Kindes mit zerbrochenem Schädel im Zentrum von Woodhenge, auf ein Bauopfer. Manche der in Wessex gefundenen Schädel sind gewaltsam zerteilt worden. Es gibt eine Diskussion unter den Archäologen, ob die Wunden den Tod verursachten oder postmortal erfolgten.